# Sågsjön, Ångermanland
Sågsjön är en sjö i Nordmalings kommun i Ångermanland och ingår i Leduåns huvudavrinningsområde. Sjön är 10,2 meter djup, har en yta på 0,229 kvadratkilometer och befinner sig 229 meter över havet. Vid provfiske har abborre, gers och gädda fångats i sjön.

## Delavrinningsområde
Sågsjön ingår i det delavrinningsområde (707226-167109) som SMHI kallar för Utloppet av Sågsjön. Medelhöjden är 238 meter över havet och ytan är 2,05 kvadratkilometer. Räknas de 7 avrinningsområdena uppströms in blir den ackumulerade arean 5,75 kvadratkilometer. Vattendraget som avvattnar avrinningsområdet har biflödesordning 3, vilket innebär att vattnet flödar genom totalt 3 vattendrag innan det når havet efter 35 kilometer. Avrinningsområdet består mestadels av skog (87 procent). Avrinningsområdet har 0,23 kvadratkilometer vattenytor vilket ger det en sjöprocent på 11 procent.